# Aquaforum
Koordinaten: 50° 7′ 2″ N, 12° 21′ 26″ O
Das Aquaforum ist das größte Kurbad in Tschechien. Seit 2007 verfügt es über einen eigenen Haltepunkt auf der Bahnstrecke Plauen–Cheb. Die Architektur des Gebäudes erinnert an antike Thermen.

## Attraktionen
- Wasserrutsche (Länge: 82 m)
- Wassergrotte
- Beachvolleyballplatz im Außenareal
- Dreier Wellenwasserrutsche im Außenbereich
- Kinderbecken, Innen und Außen
- Sportschwimmbecken, Innen und Außen
- diverse Massagedüsen unterschiedlicher Art
- warmer Whirlpool
- unterschiedlichste Heilanwendungen im Haus